# Filip Kasalica
Filip Kasalica, cyr. Филип Касалица (ur. 17 grudnia 1988 w Užicach) – czarnogórski piłkarz występujący na pozycji napastnika. Od 2018 roku zawodnik greckiego FC Platanias.

## Kariera
Jest wychowankiem OFK Beograd. W barwach tego zespołu rozegrał trzy spotkania w lidze, w których strzelił jednego gola. W latach 2004–2008 przebywał na wypożyczeniach kolejno w: Jedinstvie Paraćin, Mačvie Šabac i Sremie Sremska Mitrovica.
W 2008 roku zadebiutował w reprezentacji Czarnogóry U-21.
W latach 2008–2011 występował w Hajduku Kula. Pierwszym meczem Kasalicy jako piłkarza Hajduka w rozgrywkach Super liga Srbije było spotkanie przeciwko Napredakowi Kruševac (1:0), które zostało rozegrane 16 sierpnia 2008 roku. W lipcu 2011 roku odszedł do Slobody Sevojno.